# 로버트 러브
로버트 M. 러브(영어: Robert M. Love, 1981년 ~ )는 미국의 작가, 구글 기술자, 및 오픈 소스 소프트웨어 개발자이다.
로버트 러브는 선점형 커널을 포함하여, 프로세스 스케줄러, 커널 이벤트층, 가상 메모리 서브시스템 및 inotify를 비롯한 리눅스 커널 대한 그의 공헌에 대해 잘 알려져 있다. 그는 구글에서 안드로이드 팀의 일원이었고, 안드로이드 플랫폼의 첫 번째 출시를 도왔다. 로버트 러브는 또한 네트워크 매니저(Network Manager), 그놈 볼륨 매니저(GNOME Volume Manager), 프로젝트 유토피아(Project Utopia)와 비글 분야의 그놈 커뮤니티에서 활동하였다.

## 전기
로버트 러브는 1981년 플로리다주 남부에서 태어났다. 그는 찰스 W. 플래너건(Charles W. Flanagan) 고등학교를 졸업했다. 그는 공부를 위해, 플로리다 대학교에 입학하였고, 수학 분야의 문학사 학위와 컴퓨터 과학 분야의 이학사 학위를 받고 졸업하였다.
대학 시절, 로버트 러브는 몬트 비스타 소프트웨어에 커널 해커로 고용되었다. 몬타 비스타 재직 시절 procps은 그의 작품 중 가장 유명한 선제 커널을 포함해 여러 커널 관련 프로젝트 중 가장 주목 할 만하다.
로버트 러브는 2003년 12월 15일에 지미안에서 처음 리눅스 데스크톱 그룹에서 수석 엔지니어로 재직했다. 지미안에서 그는 프로젝트 유토피아라고 불리는 리눅스 데스크톱에서의 더 나은 하드웨어 관리 작업을 진행하였다. 노벨에 의해 지미안이 인수된 후, 로버트 러브는 SUSE 리눅스 엔터프라이즈 데스크톱의 최고 관리자로 승진하였다. 노벨에서 그는 inotify와 비글을 포함한 그놈 프로젝트에서 일했다.
로버트 러브는 구글의 안드로이드 모바일 장치 플랫폼 개발을 위해 2007년 5월 4일 노벨에서 퇴사했다.
그는 이 프로젝트가 발표되기 전에 합류하여, 메모리 서브시스템(memory subsystem), 애슈밈(ashmem)을 포함한 안드로이드에 대한 몇 가지 커널과 시스템 레벨 솔루션을 설계했다. 2009년 11월 기준, 로버트 러브는 2009년 11월 안드로이드 팀 수석 소프트웨어 엔지니어로 일을 계속하고 있다.

## 저서
로버트 러브는 Linux Kernel Development의 저자이다. 현재 이 책은 리눅스 커널에 코드 이해와 개발하는데 유명한 책이다. 이 책은 여러 언어로 잘 번역되어 있다. 세번째 판은 피어슨 교육에서 발간되었다.
그는 또한 Linux in a Nutshell을 공동 저자했고, "Linux in a Nutshell" 이란 책은 "Favorite Linux Book of All Time" 리눅스 저널에서 수상했다.
로버트 러브는 리눅스 저널과 잡지 기사의 저자로 많은 기여를 하고 있다.
그는 오스트레일리아(호주)의 linux.conf.au, 벨기에의 FOSDEM 그리고 영국의 GUADEC를 포함해 전세계의 주목을 받고있다.

## 참고 문헌
Love has written and co-written several books on the Linux operating system:
- 로버트, 러브 (2003). 《리눅스 커널 개발》 1판. SAMS 출판사. ISBN 0-672-32512-8.
- 로버트, 러브 (2005). 《리눅스 커널 개발》 2판. Novell Press. ISBN 978-0-672-32720-9.
- 로버트, 러브 (2010). 《리눅스 커널 개발》 3판. Addison–Wesley. ISBN 978-0-672-32946-3.
- 시버, 엘렌; Stephen Figgins; Aaron Weber; Robert Love (2006). 《Linux in a Nutshell》 5판. 오라일리 미디어. ISBN 978-0-596-00930-4.
- 시버, 엘렌; Stephen Figgins; Robert Love; Aaron Weber (2009). 《Linux in a Nutshell》 6판. 오라일리 미디어. ISBN 978-0-596-15448-6.
- 로버트, 러브 (2007). 《리눅스 시스템 프로그래밍》 1판. 오라일리 미디어. ISBN 978-0-596-00958-8.
- 로버트, 러브 (2013). 《리눅스 시스템 프로그래밍》 2판. 오라일리 미디어. ISBN 978-1-449-33953-1.

## 참고 링크
- Robert Love's Homepage
- Robert Love's Blog
- Article on his Novell resignation
- Historical context on kernel patches